# Abraham Senior Teixeira
Abraham Senior Teixeira, auch Abraham Senior und Diego Teixeira de Sampayo (geboren um 1581 wahrscheinlich in Lissabon; gestorben am 6. Januar 1666 in Hamburg) war ein portugiesisch-jüdischer Bankier und Großkaufmann. Er war für die Fürsten von Holstein-Gottorf und den König von Dänemark tätig und Finanzverwalter der Königin Christina von Schweden nach ihrer Abdankung.

## Leben
Teixeira entstammte einer adligen, sehr vermögenden marranischen Familie. Sein christlicher Name war Diego Teixeira mit dem Zusatz „de Sampayo“ oder „de Mattos“. Wie die Familie des Vaters Dom Manuel Teixeira de Sampayo gehörte auch die seiner Mutter Guimar Lopes zu den sogenannten Neu-Christen (cristãos novos). Teixeira ließ sich für kurze Zeit in Brasilien nieder. Ab 1613 führte er seine internationalen Geschäfte meist von Antwerpen aus. 1616 heiratete er dort Braca de Rodrigo de Andrade aus einer gleichfalls neuchristlich-marranischen Familie. Nach ihrem Tod 1622 nahm er ihre Nichte Anna Sara de Jorge de Andrade zur Frau, die 1631 den Sohn Manuel Teixeira gebar.
1622 wurde Teixeira in Antwerpen zum ersten Mal zum Konsul der „portugiesischen Nation“ gewählt. 1643 bestätigte der spanische Hof seine adelige Herkunft und sein Wappen. Nach einem kurzen Aufenthalt in Köln siedelte er sich im Juli 1646 in Hamburg an und führte hier mit dem Sohn Manuel ein bedeutendes Handelshaus. Man belieferte verschiedene europäische Fürstenhöfe mit Luxusartikeln, wickelte Geld- und Wechselgeschäfte vor allem für die Fürsten von Holstein-Gottorf und den König von Dänemark ab und betätigte sich im Übersee- wie im Juwelenhandel. Die 1654 abgedankte Königin Christina ernannte Teixeira 1655 zu ihrem Residenten in Hamburg und übertrug ihm die Verwaltung ihres Vermögens.
1647 trat Teixeira offiziell zum Judentum über. Am Karfreitag ließ er sich und seinen Sohn Manuel beschneiden und nahm den jüdischen Namen Abraham an. Sein Grabmal auf dem jüdischen Friedhof an der Königstraße in Altona nennt ihn dementsprechend Abraham Senior Teixeira. Der Vorgang erregte großes Aufsehen und den Protest des Pastors und Senior des Geistlichen Ministeriums Johannes Müller, der auch sonst gegen die Anwesenheit der Juden in Hamburg polemisierte. Kaiser Ferdinand II. protestierte beim Rat der Stadt Hamburg gegen die „Apostasie“, Teixeira habe in Antwerpen als Katholik gelebt. Der Hamburger Rat sah jedoch keinen Grund, einzuschreiten; das hätten andere Personen vor Teixeira auch schon getan. Ein Prozess gegen Teixeira vor dem Reichskammergerichtsfiskal wurde 1654 mit einem Pardon des Hofes beendet. Schon die Zeitgenossen vermuteten hinter der Anklage einen Vorwand, um Teixeiras Vermögen einzuziehen, das der Hamburger Gesandte in Wien auf 200.000 bis 300.000 Gulden schätzte.
1657 erwirkte Teixeira von König Friedrich III. von Dänemark Freiheiten für die Juden, die Christian V. später bestätigte. Ebenfalls 1657 wurde Teixeira in den Vorstand der sephardischen Gemeinde in Hamburg gewählt. 1658 zahlte er allein mehr als ein Sechstel der Gemeindebeiträge, 660 von 3106 Mark. Er machte mehrfach wertvolle Schenkungen an die Gemeinde und gab Geld zum Ankauf eines Grundstücks für eine Synagoge. Zwei Stiftungen gingen auf ihn zurück: Zur Ausstattung bedürftiger Jungfrauen und Zur Auslösung von Gefangenen. Beim Bau der Hauptkirche Sankt Michaelis (1647–1669) beschaffte er das Kupferblech für das Dach und übernahm dessen Bezahlung.
Teixeira starb am 6. Januar 1666. Er ist mit seiner zweiten Frau Sara Senior Teixeira (gestorben 5. Dezember 1693) auf dem Jüdischen Friedhof in Hamburg-Altona bestattet. Bei seiner Beerdigung kam es zu Ausschreitungen, die Trauergäste wurden beschimpft und mit Dreck beworfen. Seine Geschäfte wurden nach seinem Tod von seinem Sohn Manuel Teixeira weitergeführt.

## Weblink
- Senior Teixeira, Familie. In: dasjuedischehamburg.de